# Strange Circus
(Mitsuko)
Strange Circus (奇妙なサーカス?, Kimyō na sākasu) è un film del 2005, diretto da Sion Sono.

## Trama
In un circo una bambina viene condotta dinanzi a una ghigliottina.
Mitsuko è una bambina di 12 anni, che una sera sente dei gemiti provenire dalla stanza da letto della sua casa e scopre i suoi genitori che stanno avendo un rapporto sessuale. Il mattino seguente, a scuola Mitsuko viene convocata dal preside Gozo, che è anche suo padre. Questi la molesta, e Mitsuko esce dal suo ufficio sanguinando. Una sera Gozo chiude Mitsuko in una custodia per violoncello e la costringe a guardare i suoi genitori che copulano. Successivamente Sayuri, la madre di Mitsuko, scopre Gozo che stupra la bambina. Una sera Gozo chiude nella custodia per violoncello Sayuri, e la costringe a guardarlo mentre stupra Mitsuko.
Un giorno, durante una violenta lite, Mitsuko spinge la madre dalle scale e la uccide. Subito dopo la bambina inizia a comportarsi e a pensare come la madre, fino a quando tenta il suicidio, gettandosi da una terrazza. Mitsuko viene salvata, ma è costretta a stare su una sedia a rotelle.
Con l'entrata in scena di Taeko, una scrittrice di romanzi erotici, si scopre che la storia dell'incipit è in realtà quella del suo nuovo romanzo. Taeko è una donna che si trova su una sedia a rotelle, ma nasconde ai suoi collaboratori il fatto che in realtà sappia camminare perfettamente. Ha un carattere difficile e quando vede una custodia per violoncello, si mette ad urlare e le vengono in mente ricordi orribili, anche se a casa sua parla tranquillamente con una custodia per violino. Un giorno tra i suoi collaboratori arriva Yuji, un ragazzo dall'aspetto asessuato, il quale viene soprannominato Robo-chan dalla protagonista, e che richiede espressamente di lavorare per lei. L'editore di Taeko incarica il ragazzo di scoprire qualcosa sul misterioso passato della donna per poi venderne la storia ad una rivista. Con l'aiuto di Yuji, Mitsuko ritrova la verità che aveva rimosso.

## Espedienti narrativi
La trama del film, circolare, dato che inizia e finisce in un circo, viene visualizzata attraverso continui rimandi al sogno e alla realtà, provocando in continuazione lo spettatore, che quando sembra aver capito la storia viene sorpreso da continui ribaltamenti. La fotografia è di matrice pop, mentre le musiche, composte dallo stesso Sion Sono, mescolano pezzi classici a pezzi circensi.

## Riconoscimenti
- 2006 – Festival di Berlino
  - Premio dei lettori del Berliner Zeitung